# Brunfelsia picardae
Brunfelsia picardae là loài thực vật có hoa trong họ Cà. Loài này được Krug & Urb. mô tả khoa học đầu tiên năm 1895.